# Lady Marian
Lady Marian o Marion, originariamente conosciuta come Mathilda, è un personaggio della saga letteraria di Robin Hood. È conosciuta anche con il nome di Lady Marian Fitzwalter di Leaford. La sua presenza nelle storie risale al XIII secolo e probabilmente è collegabile al dramma pastorale francese del 1280 Jeu de Robin et Marion di Adam de la Halle. È collegata alla figura di Robin Hood a partire dal sedicesimo secolo.

## Storia
Lady Marian (o Marion) non è mai menzionata in nessuna delle prime ballate esistenti di Robin Hood. Sembra che sia stata un personaggio nelle festività dei Giochi di Maggio (tenutesi a maggio e all'inizio di giugno, più comunemente intorno a Pentecoste) ed è talvolta associata alla Regina o alla Signora di Maggio o al Primo Maggio. Jim Lees in The Quest for Robin Hood (p. 81) suggerisce che Lady Marian fosse originariamente una personificazione della Vergine Maria. Francis J. Childe sostiene che originariamente era stata ritratta come una prostituta associata a un lascivo Frate Tuck: "È una prostituta di fiducia, per servire un frier alla sua lussuria / un prycker un prauncer un terer di shetes / un wagger di ballockes quando altri uomini dormono." Sia un personaggio" Pettirosso "che uno" Mariano "furono associati al Primo Maggio nel XV secolo, ma queste figure apparentemente facevano parte di tradizioni separate; il Marian of the May Games è probabilmente derivato dalla tradizione francese di una pastorella di nome Marion e del suo amante pastore Robin, registrata in Le Jeu de Robin et Marion di Adam de la Halle, intorno al 1283. Non è chiaro se ci fosse un'associazione tra il primo personaggio "fuorilegge" di Robin Hood e il primo personaggio del "Primo Maggio" Robin, ma furono identificati e associati al personaggio "Marian" nel XVI secolo. Alexander Barclay, scrivendo in c. 1500, si riferisce a "qualche allegra fytte di Maid Marian o altro di Robin Hood". Marian è rimasta associata alle celebrazioni del Primo Maggio anche dopo che l'associazione di Robin Hood con il Primo Maggio era di nuovo svanita. Il primo Robin Hood riceve anche un interesse amoroso da "pastorella", in Nascita, allevamento, valore e matrimonio di Robin Hood (Child Ballad 149), la sua dolce metà è "Clorinda la regina delle pastorelle". Clorinda sopravvive in alcune storie successive come alias di Marian.
Il personaggio "gentrificato" di Robin Hood, ritratto come un nobile storico fuorilegge, emerge alla fine del XVI secolo. Da questo momento, Lady Marian è stata scelta nei termini di una nobildonna, ma il suo ruolo non è mai stato del tutto verginale e ha mantenuto alcuni aspetti delle sue caratteristiche di "pastorella" o "Primo maggio"; nel 1592, Thomas Nashe descrisse il mariano dei successivi Giochi di maggio come interpretato da un attore maschio di nome Martin, e ci sono accenni nel dramma di Robin Hood e il frate che il personaggio femminile in questi drammi era diventato una parodia oscena. Robin originariamente si chiamava Ryder.
Nell'opera teatrale The Downfall of Robert, Earl of Huntingdon di Anthony Munday, scritta nel 1598, Marian appare come la moglie legalmente sposata di Robin, che cambia il suo nome da Matilda quando si unisce a lui nel bosco. Ha anche una cugina chiamata Elizabeth de Staynton che è descritta come la priora del Priorato di Kirklees vicino a Brighouse nel West Yorkshire. L'antiquario del XIX secolo, Joseph Hunter, identificò un Robert Hood, yeoman di Wakefield, nello Yorkshire, negli archivi conservati allo Scacchiere, la cui storia personale corrispondeva molto da vicino alla storia di Robin nell'opera di Anthony Munday, e anche questo Robert Hood sposò una donna di nome Matilda, che cambiò il suo nome in Marian quando si unì a lui in esilio nella foresta di Barnsdale (dopo la battaglia di Boroughbridge) nel 1322, e che aveva anche una cugina di nome Elizabeth de Staynton che era priora del Priorato di Kirklees. Se questi parallelismi non sono casuali, allora la Marian di fama di Robin Hood, le cui origini possono essere distinte dai giochi di Marian of the May o dal gioco di lunedì, potrebbe derivare tutte le sue radici dalla sua associazione con lo storico Robert Hood di Wakefield.
In un'opera elisabettiana, Anthony Munday identificò Lady Marian con la storica Matilda, figlia di Robert Fitzwalter, che dovette fuggire dall'Inghilterra a causa di un tentativo di assassinare Re Giovanni (leggendariamente attribuito ai tentativi di Re Giovanni di sedurre Matilda).
In Robin Hood e Lady Marian (Child Ballad 150, forse risalente al XVII secolo), Lady Marian è "una bella fanciulla di nobile grado" che si dice eccellesse sia Helen che Jane Shore in bellezza. Separata dal suo amante, si veste da paggio" e ha spaziato nel bosco per trovare Robin Hood", che era lui stesso travestito, in modo che i due iniziassero a litigare quando si incontrano. Come spesso accade in queste ballate, Robin Hood perde la battaglia con un effetto comico e Marian lo riconosce solo quando chiede un quarto. Questa ballata è nella tradizione del "Conte di Huntington", una presunta "identità storica" di Robin Hood trasmessa alla fine del XVI secolo.
Gli adattamenti della cultura pop del XX secolo della leggenda di Robin Hood quasi invariabilmente hanno caratterizzato una domestica Marian e per lo più l'hanno resa una donna di nobili origini con un carattere ribelle o maschiaccio. In Le avventure di Robin Hood del 1938, è una donna coraggiosa e leale (interpretata da Olivia de Havilland) e un rione di corte, una nobildonna orfana sotto la protezione del re Riccardo. Anche se sempre signorile, il suo iniziale antagonismo nei confronti di Robin non deriva dal disprezzo aristocratico ma dall'avversione alla rapina.
In Robin Hood e i compagni della foresta (1952), lei, nonostante fosse una dama di compagnia di Eleonora d'Aquitania durante le Crociate, è in realtà un malizioso maschiaccio capace di fuggire coraggiosamente in campagna travestito da ragazzo. Nell'epopea di Kevin Costner Robin Hood - Principe dei ladri, è una cugina materna del sovrano, mentre nell'adattamento della BBC del 2006, è la figlia dell'ex sceriffo ed è stata promessa sposa di Robin prima della sua partenza per la Terra santa, e in sua assenza ha intrapreso la propria crociata contro la povertà aiutando i poveri in un modo simile a quello che in seguito ha ottenuto Robin, diventando un abile combattente nel processo e portando la gente a chiamarla "Il guardiano notturno".
Il ruolo di Maid Marian come un prototipo di forte personaggio femminile l'ha resa un punto focale popolare nella narrativa femminista. I romanzi di Forestwife di Theresa Tomlinson (1993-2000) sono raccontati dal punto di vista di Marian, ritraggono Marian come una ragazza normanna di nobili origini che sfugge all'intrappolamento in un matrimonio combinato. Con l'aiuto della sua infermiera, scappa nella foresta di Sherwood, dove conosce Robin Hood e i suoi uomini.

## Altri media

### Cinema

#### Versione Disney

Lady Marian nella versione Disney

Lady Marian compare come personaggio del film Disney Robin Hood del 1973, nipote del legittimo re d'Inghilterra Riccardo (un leone). L'antagonista principale, il Principe Giovanni (fratello di Re Riccardo), è anch'esso suo zio. Per questo film Lady Marian è disegnata come una volpe antropomorfa.
Ama trascorrere le sue giornate in compagnia della fedele dama d'onore, Lady Cocca (una gallina), in camera sua o nei giardini reali a giocare a volano. Anche se in apparenza la sua vita sembra essere spensierata, Marian è rattristata dal fatto che da anni non vede il suo amore d'infanzia, Robin (una volpe). Lei teme che lui si sia dimenticato della sua esistenza, ed ha inoltre paura che la taglia imposta sulla testa del giovane fuorilegge possa far passare al suo amato dei guai.
Lady Marian è famosa in tutta Nottingham per la sua eleganza e le sue buone maniere, doti d'obbligo per una ragazza di corte, ma la sua dote più grande è la dolcezza: completamente diversa dal dispotico zio Giovanni, non solo non rimprovera i bambini Saetta e Tobia per essere entrati a corte a recuperare la loro freccia, ma anzi gioca con loro impersonando la principessa in pericolo da dover salvare.
Lady Marian non rientra nel gruppo delle Principesse Disney. Non essendo totalmente umana come Jasmine, Biancaneve, Belle, Ariel, Aurora e Cenerentola non viene ritenuta adatta al ruolo di principessa. Nonostante ciò Marian è la nipote del re d'Inghilterra Riccardo, e quindi membro a tutti gli effetti della famiglia reale oltre a far parte di un Classico Disney.
È doppiata da Monica Evans nella versione originale e da Micaela Esdra (voce) e Lucia Mannucci (canto) in quella italiana.

### Letteratura
Compare come personaggio secondario nei due romanzi di Alexandre Dumas intitolati Robin Hood. Il principe dei ladri e Robin Hood il proscritto.